# Егоров, Евгений Алексеевич (офтальмолог)
Евге́ний Алексе́евич Его́ров (род. 1944) — советский и российский офтальмолог, доктор медицинских наук (1985), профессор, является президентом Российского глаукомного общества. С 2000 года заведует кафедрой офтальмологии лечебного факультета имени академика А. П. Нестерова РНИМУ им. Пирогова.

## Биография
В 1967 году окончил Казанский государственный медицинский университет. В 1985 году защитил докторскую диссертацию. Главными направлениями научной работы являются разработка новых эффективных методик диагностики, а также хирургического, лазерного и терапевтического лечения глаукомы, апробация и внедрение новых офтальмологических лекарственных средств, рефракционная хирургия.
1984—2000 гг. — являлся профессором кафедры офтальмологии лечебного факультета 2 МОЛГМИ им. Пирогова, с 2000 года заведует кафедрой офтальмологии лечебного факультета им. акад. Нестерова РНИМУ им. Пирогова.
В 1997—2006 годах являлся членом экспертного совета ВАК РФ по офтальмологии, в 1997—2007 годах — председатель офтальмологической комиссии Комитета по новой медицинской технике, в 1999—2008 годах — председатель офтальмологической комиссии Фармакологического комитета МЗРФ. Был председателем Межнационального совета по глаукоме и вице-президентом Межрегиональной ассоциации офтальмологов РФ.
Является президентом Российского глаукомного общества, действительным членом РАМТН, РАЕН, РАЭН, президентом Глаукомного общества ЕврАзЭС, членом Европейского глаукомного общества, Американской академии офтальмологии, учредителем Европейского общества по исследованиям в области зрения, главным редактором журнала «Клиническая офтальмология», редактором других специализированных изданий.
Автор более 450 научных работ, двенадцати монографий, пятнадцати изобретений. Под руководством Е. А. Егорова подготовлено тридцать кандидатов и двенадцать докторов медицинских наук.
Сын Алексей — офтальмолог, доктор медицинских наук.